# 学研ココファン
株式会社学研ココファン（がっけん ココファン）は、出版社・学研ホールディングス傘下の老人ホーム・介護・福祉事業を手掛ける企業。

## 沿革
2004年に設立（初代。のちの学研ココファンホールディングスの設立年）。2005年に南千束・はすぬま・鶴ヶ丘・青戸・さくらの5か所の事業所から順次老人ホーム事業を開始、2006年には南千束事業所を高齢者専用住宅「ココファンレイクヒルズ」としてリニューアルさせるとともに、デイサービス・ショートステー事業にも進出する。
2008年、中間持株会社「学研ココファンホールディングス」が設立され、学研ココファンはその傘下の事業会社として運営されるようになる。（現在の会社「学研ココファン」としての設立年度はこの年とされており、2代目）
2011年、高齢者住まい法の改定により「高齢者専用賃貸住宅」が「サービス付き高齢者住宅」と改められるようになる。
2015年、株式会社ユーミーケアから高齢者住宅29棟を承継、2021年、株式会社ピースエス、並びに株式会社トーハンコンサルティングより事業を承継・参画する。また同年10月1日付で、学研ココファンが学研ココファンホールディングスを吸収合併し、事業会社化するとともに、学研ココファンの事業そのものを学研ホールディングス傘下に置き、さらに学研ココファンの傘下に学研インテリジェンス（旧社名・学研ココファンスタッフ）など、学研グループの医療・福祉事業の4社を収めるほか、メディカル・ケア・サービスは学研グループのもう一つの主力事業である教育分野との連携を図るなどの事業再編を行った。

## 事業所
- 所在地:東京都品川区西五反田2-11-8・学研ビル
- 代表取締役社長:森猛
- 資本金:9000万円[4]
- 施設[5]:フランチャイズを含め日本全国168拠点・8585居室を首都圏を中心として、北海道・北陸・東海・近畿・中四国・九州の16都道府県に展開（2021年10月1日現在）
  - 北海道:2拠点
  - 関東:117拠点（栃木1、埼玉19、千葉16、東京20、神奈川61）
  - 北陸:11拠点（新潟3、石川8）
  - 東海:10拠点（静岡5、愛知5）
  - 近畿:12拠点（京都5、大阪7）
  - 中四国:6拠点（岡山5、愛媛1）
  - 九州:10拠点（福岡2、熊本8）

## 関連人物
- 北原佐和子（女優、元アイドル歌手。学研ココファンの介護施設職員としても活動している）